# Shane Faubert
Pour les articles homonymes, voir Faubert.
Shane Faubert est un auteur-compositeur-interprète et multi-instrumentiste américain. Sa voix, très pure, semble parfois à un croisement entre Roy Orbison et Alex Chilton.

## Biographie
Shane Faubert est né et a grandi à Malone, New York. Il est formé très jeune au piano classique. Adolescent, Shane Faubert a servi comme organiste d'église. Dans les années 1980, il a été le créateur des Cheepskates à New York. Le premier album a été enregistré et auto-produit au cours de l'été  1983 au "Dubway Studios" à Manhattan. Il contient un hit potentiel, composé par Shane Faubert, Run Better Run. Ce titre sort à l'automne en 45 tours auto-produit sur le label du groupe "5 & 10 Records", il sera réédité en 1984 avec une pochette différente par le label "Midnight Record". En 1984 l'album est édité sous le titre du single " ’Run Better Run’’ par "Midnight Record", un label de New York. Les chansons, sont toutes des compositions originales mais sont inspirés par le "garage" des années 1960 et la British Invasion. En 1994, le label allemand "Music Maniac" a réédité cet album légendaire en CD avec trois titres "bonus", dont un inédit et deux qui n'étaient auparavant disponibles que sur une compilation.
Le deuxième album Second and Last est dans la lignée du précédent quoique plus pop, il est édité en 1986, toujours par le label de New York Midnight Records.
Après avoir publié ces deux albums sur un label américain, Shane Faubert (comme Elliott Murphy) choisit depuis plus de 25 ans d'être édité par des labels européens. Aussi, bien qu'il soit un grand mélodiste et un chanteur à la voix pop émouvante, Shane Faubert ne semble pas reconnu du public américain.
En 1987, Shane Faubert forme un nouveau Cheepskates, en trio, plutôt orienté Power Pop. Ils enregistrent trois albums studio, un live en Allemagne et deux Ep pour le label allemand Music Maniac, avant de se séparer définitivement.
Shane Faubert continu en solo dans un registre différent des Cheepskates, entre « Baroque-Pop » (inspiré par Michel Brown de Left Banke) et ballades Folk-Rock. Il enregistre en 1990 au "Dubway Studios" à New York "Kalkara", un premier album solo original, avec des mélodies lumineuses. Sur cet album très personnel, il compose, chante et joue de tous les instruments. La revue "Musik-Express" écrit que " sur cet album, les compositions de Shane sont de la pure pop intemporelle". L'album est édité en vinyle et CD par le label allemand Music Maniac.
Deux autres albums, encore une fois composés de belles harmonies, de grandes ballades et de chansons pop bien conçues, seront édités en CD par Music Maniac en 1993 et 1997. " The Bob" écrit que" les chansons de Shane sont entre Baroque-pop et  Rock ' n ' roll intense". "Tachblatt" écrit qu'il est aussi "le maître de la ballade".
Par la suite Shane Faubert joue et enregistre rarement en solo, il devient un membre du groupe The Next Big Thing.. Jeremy Lee, l'ancien batteur des Cheepskates, participe également à ce groupe.
Après un silence de quinze ans, Shane Faubert enregistre en 2013 un nouvel album Folk-Rock, mais avec cette voix émouvante toujours inspirée par la pop. Sur cet album intimiste il joue de tous les instruments. Il est édité en vinyle et CD par le label français Bam Balam Records. Shane Faubert prépare, la sortie d'un album de "démos" retrouvées, édité également sur le label français Bam Balam Records.

## Discographie Shane Faubert

### Albums studio
- Kalkara (1990) (Music Maniac)
- San Blass (1993) (Music Maniac)
- Squirrelboy Blue (1997) (Music Maniac)
- Line in the Sand (2013) (Bam Balam.Records)

## Ep
- Songs Vol. 1 Perry Como  (1989, Music Maniac)
- Songs Vol. 2 The Residents  (1992, Music Maniac)

## Albums studio
- Confessional (1990, Music Maniac)
- It Wings Above, (1988, Music Maniac)
- Remember (album) , (1987, Music Maniac)
- Second and Last, (1986, Midnight Records)
- Run Better Run, (1984, Midnight Records)

## Album live
Waiting for Unta, Live in Germany (1989, Music Maniac)